# Abbaye d'Osek
L'abbaye d'Osek est une abbaye cistercienne située dans la commune d'Osek, dans la région d'Ústí nad Labem. Fondée en 1194, elle est fermée une première fois en 1580. Après une nouvelle fermeture en 1945, elle est à nouveau refondée en 1991, mais ferme à nouveau en 2008.

## Situation
L'abbaye d'Osek est située en plein cœur du village du même nom.

## Histoire

### Fondation
Slavko von Hrabischitz, chambellan du royaume de Bohême invite les moines cisterciens de Waldsassen à venir fonder sur ses terres une abbaye.
L'abbaye d'Osek est fondée en 1193 mais dans un emplacement provisoire. C'est en 1197 ou en 1198 qu'elle s'établit définitivement dans son site actuel. L'église est bâtie entre 1207 et 1221. Slavko de Hrabischitz, homonyme et petit-fils du fondateur, devient le premier abbé tchèque d'Osek vers 1234,.

### Premières destructions et fermeture
Les guerres hussites provoquent des premières destructions en 1421. En 1429, de nouvelles troupes envahissent Osek et tuent la plus grande partie des moines. À partir de cette date, le monastère connaît une longue période de décadence, durant laquelle ses possessions sont peu à peu aliénées pour subvenir à ses besoins, jusqu'à la dissolution de la communauté en 1580 alors qu'il ne reste que six moines à l'abbaye. Durant quarante-six ans, Osek devient la résidence d'été des archevêques de Prague.

### Nouvelle communauté auXVIIesiècle
En 1626, les cisterciens sont autorisés à refonder leur communauté. La nouvelle abbaye croît rapidement. En particulier, à partir de 1650 et de l'abbatiat de Laurentius Scipio, qui dure quarante ans, l'établissement connaît une grande phase de prospérité. L'église est rénovée, les bâtiments d'exploitation  développés ; mais la mise en culture des terrains intérieurs du monastère est également favorisée, avec la création d'un potager et d'un verger.

### Reconstruction baroque
La reconstruction commence au début du XVIIIe siècle, sous l'abbatiat de Benedikt Littwerig, qui dure trente-cinq ans, de 1691 à 1726. Elle concerne l'abbatiale, de nombreux bâtiments conventuels dont la bibliothèque. Ce sont Giulio (de) et son fils Octavio Broggio (de) qui sont maîtres d'œuvre de cette reconstruction. La transformation de l'église dure six années et s'achève en 1718. La reconstruction crée également de nouveaux bâtiments : prélature, brasserie, bibliothèque, pharmacie et manufacture de textiles.
Parmi les artistes collaborant à cette reconstruction s'illustre Giacomo Antonio Corbellini (en), sculpteur italien qui réalise les colonnes de faux marbre, les statues des apôtres et les anges des voûtes. Wenzel Lorenz Reiner réalise le tableau d'autel et les peintures latérales. Deux jardins sont aménagés par l'abbé Hieronymus Besnecker, celui de l'abbé en 1726 et le jardin méridional en 1728.

### L'abbaye de la fin duXVIIIeauXXesiècle
Mauritz Elbel, abbé à la fin du XVIIIe siècle, lutte avec succès en 1783 contre le joséphisme et empêche ainsi la fermeture de l'abbaye, qui demeure l'un des deux seuls établissements cisterciens de Bohême ; il mène en outre de grands travaux pour créer une galerie de tableaux, un cabinet de sciences naturelles, embellir la salle abbatiale et agrandir le jardin abbatial.
Au XIXe siècle, l'abbaye d'Osek est riche, tirant ses revenus des mines de charbon, de l'arboriculture et de la location de ses vastes propriétés agricoles ; elle en profite pour devenir un haut lieu de littérature et de science, d'engagement social et de politique ecclésiastique. De nouvelles rénovations du monastère et des jardins sont entreprises en 1875 et 1877 sous les abbatiats de Sales Anton Mayer et d'Ignaz Peter Krahl.
Theobald Scharnagl est abbé durant les deux guerres mondiales ; sous sa direction, l'abbaye passe le cap d'une réforme agraire qui ampute de moitié ses possessions foncières. Son successeur Eberhard Harzer est abbé à partir de 1943, mais l'arrivée des Soviétiques lui vaut, ainsi qu'à tous les moines allemands, d'être interné puis expulsé vers l'Autriche en 1946.

### XXeetXXIesiècles
De 1946 à 1950, les salésiens remplacent les cisterciens, mais l'abbaye est rapidement réquisitionnée pour devenir un camp d'internement des prêtres, puis, en 1953, de religieuses de différents ordres.

## Architecture

### Abbatiale
L'église abbatiale est bâtie en blocs de grès soigneusement taillés. Son architecture est romane, toutefois les arcs de la nef sont brisés.

L'église abbatiale d'Osek
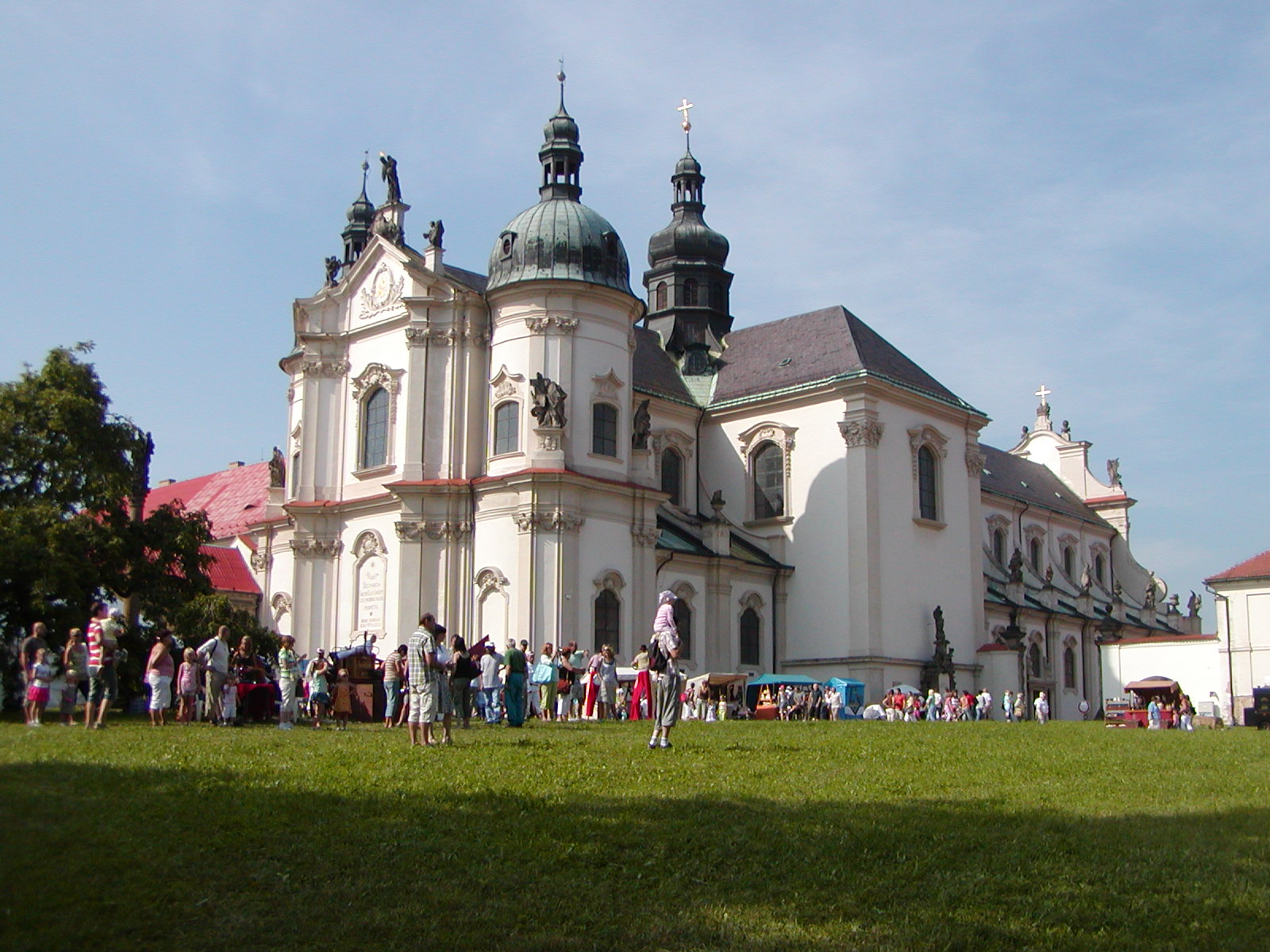
Vue extérieure de l'église en 2009.
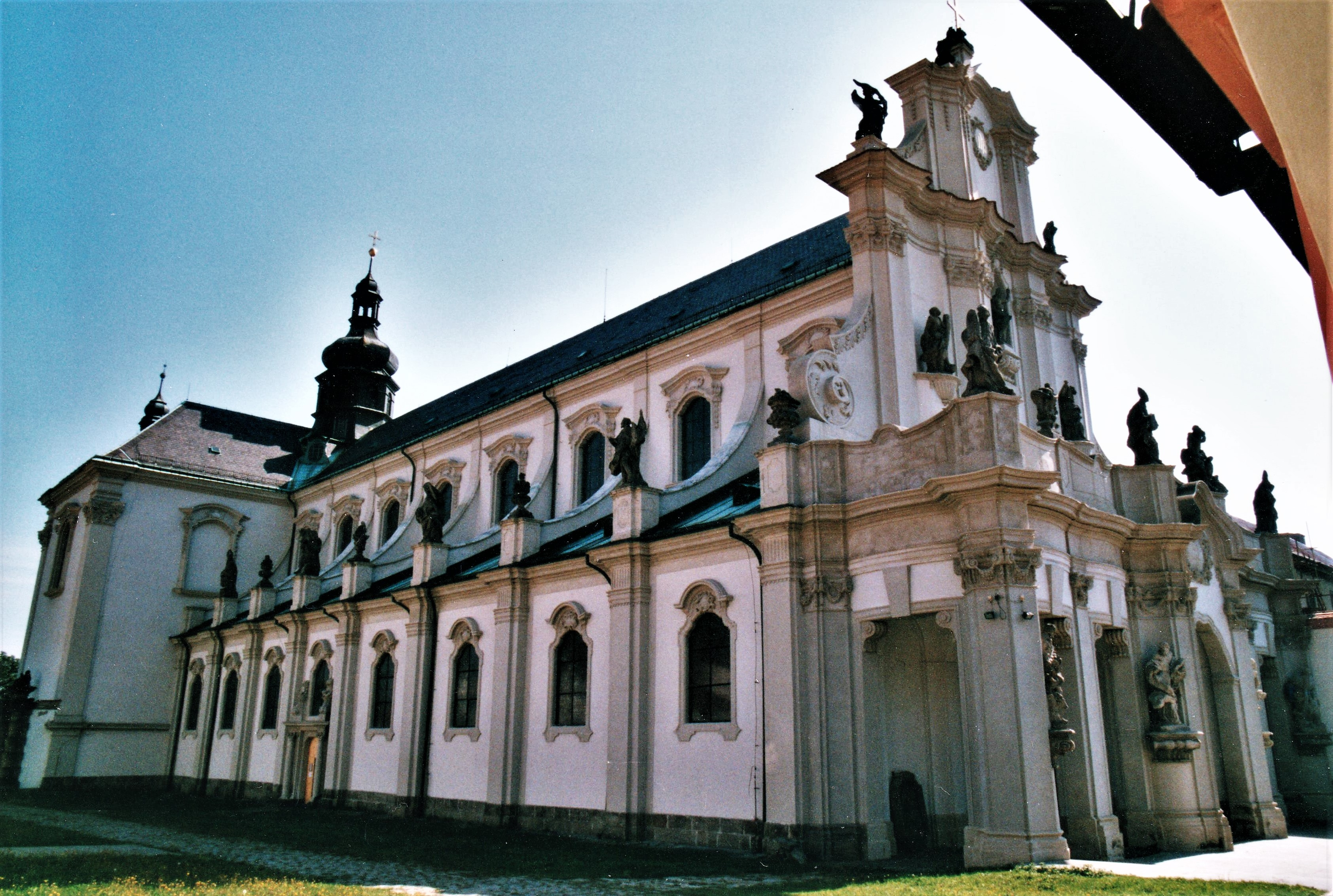
Vue de l'aile gauche de l'abbatiale en 2004.
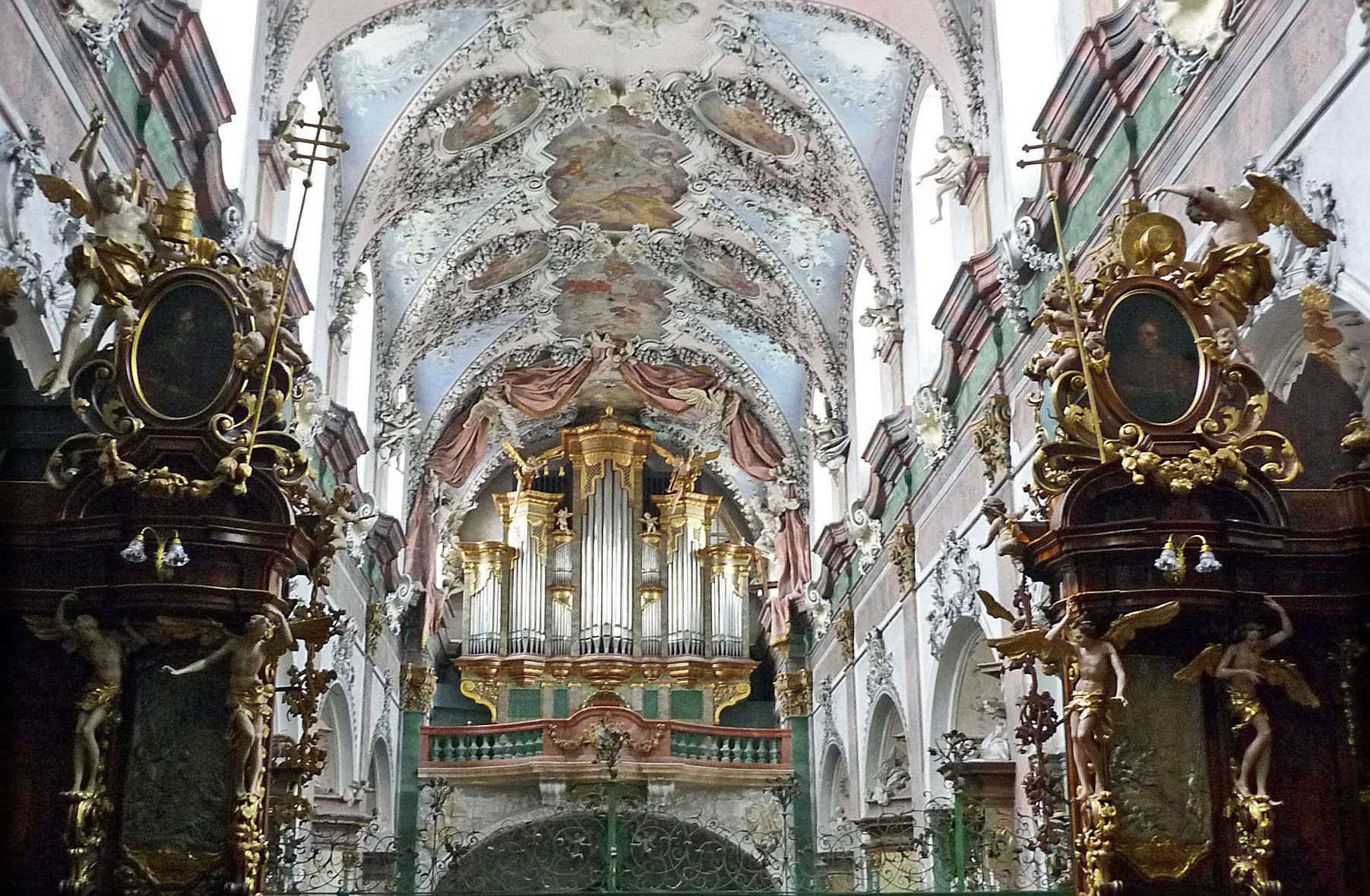
L'intérieur de l'église en 2012.
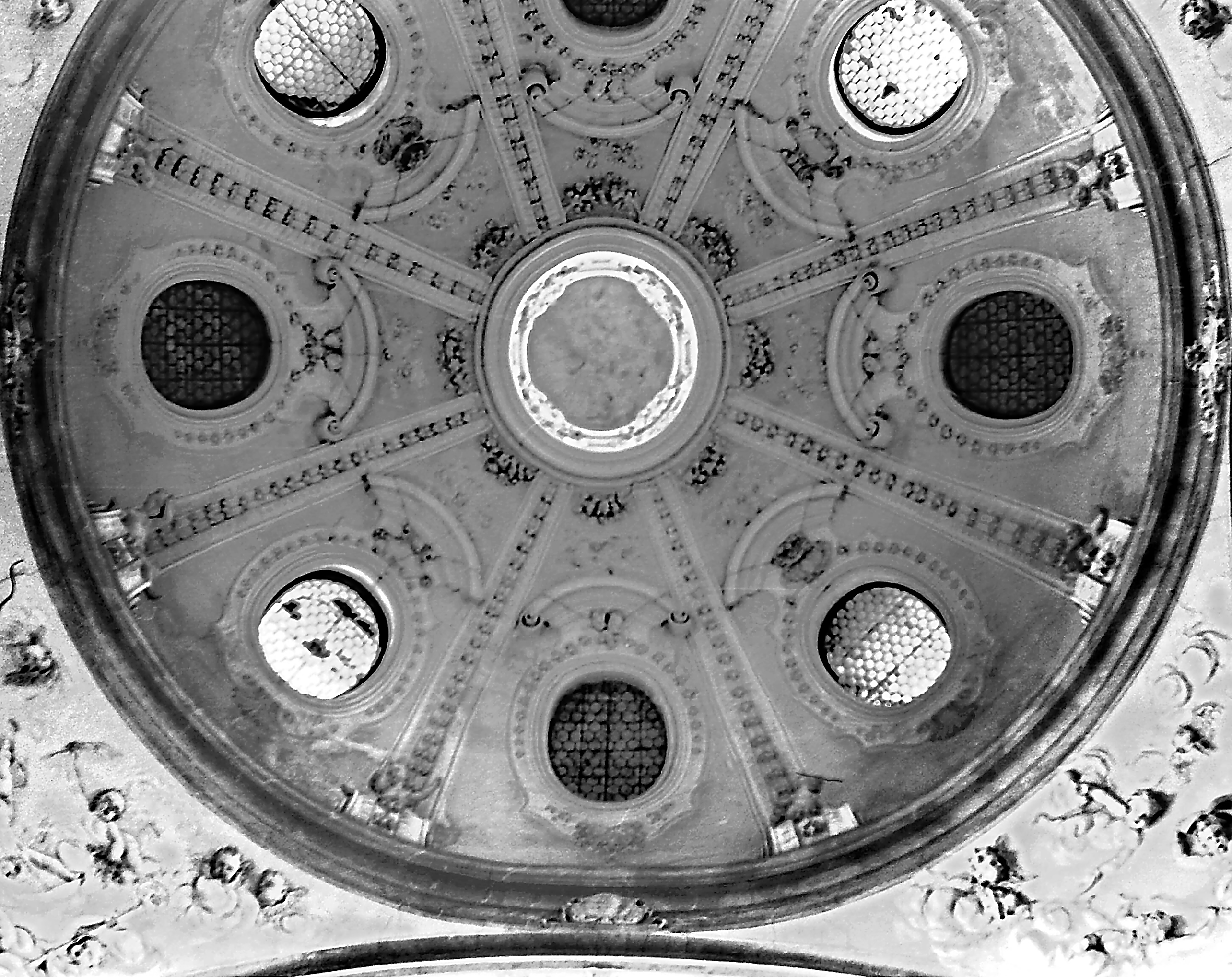
Le dôme de l'abbatiale.

### Salle capitulaire
La salle capitulaire date environ de 1240 et est soutenue intérieurement par deux colonnes qui délimitent six travées intérieures ; l'architecture de cette salle montre une forte influence française.